# Дивача
Дивача (словен. Divača) — поселення в общині Дивача, Регіон Обално-крашка, Словенія. Висота над рівнем моря: 435 м.

## Уродженці
- Іта Ріна (1907—1979) — югославська словенська акторка.